# Yellow (canção)
"Yellow" é uma canção da banda britânica de rock alternativo, Coldplay. A banda escreveu a canção em coprodução com o produtor britânico Ken Nelson. Foi lançada em 26 de junho de 2000 como o segundo single de seu álbum de estreia, Parachutes. 
A música retrata uma história de amor não correspondido vivenciada pelo vocalista da banda, Chris Martin.  Musicalmente, nota-se na canção uma instrumentação variada com ritmos diversos.
"Yellow" foi a primeira música da banda a ser lançada no mercado estadunidense. No Reino Unido, a música alcançou o quarto lugar na UK Singles Chart, sendo o primeiro sucesso de Coldplay a figurar nas cinco primeiras posições das mais ouvidas. Devido ao seu uso em peças promocionais e ao grande número de reproduções, a música impulsionou a banda para o estrelato. Desde então, Yellow foi regravada por artistas de diversas partes do mundo, permanecendo assim como uma das canções mais populares da banda.

## Antecedentes e inspiração
"Yellow" foi escrita no estúdio Quadrangle da Rockfield Studios, no País de Gales, onde a banda começou a trabalhar no seu álbum de estreia, Parachutes. Uma noite, depois de terminar a gravação de "Shiver", o primeiro single oficial do álbum, a banda fez um intervalo e saiu do estúdio. Fora haviam poucas luzes e as estrelas no céu eram visíveis e "simplesmente incríveis", de acordo com o co-produtor da canção, Ken Nelson. Ele disse para a banda olhar as estrelas, e foi o que eles fizeram. O vocalista Chris Martin foi inspirado pela visão e melodia principal da música, consistindo em um padrão de acordes, batendo na cabeça. Em um primeiro momento, Martin não gostou da ideia, "como ele transmitiria a melodia para o resto da banda na sua pior interpretação da voz do Neil Young". Martin disse, "A canção tinha a palavra 'estrelas', e parecia ser uma palavra que se deve cantar somente na voz do Neil Young." A melodia "começou muito mais lenta", segundo o guitarrista Will Champion, e também disse que soava muito com uma canção de Neil Young. Pouco tempo depois, apesar de não levar a música a sério, Martin resolveu desenvolver o andamento do ritmo do verso. O guitarrista Jonny Buckland complementou com suas ideias, criando um riff, "e ele tem um ritmo mais pesado".
Apesar de compor a letra da canção, Martin não conseguia encontrar as palavras certas. Ele estava pensando em uma palavra específica, uma palavra-chave, que estava faltando na letra, para ajustar o conceito de canção. Olhou em volta do estúdio e encontrou a lista telefônica Yellow Pages, que passou a situar-se próximo a ele. Martin, mais tarde, intitulou a canção de "Yellow", como uma referência para a lista telefônica. Ele brincou, "Em um universo alternativo, essa canção poderia ser chamada até de 'Playboy'." A letra da canção teve colaboração de todos os membros da banda. O baixista Guy Berryman colaborou com a linha de abertura "Look at the stars". Naquela noite, tendo rapidamente escrito a canção, a banda gravou-a.

## Gravação e produção
A faixa foi produzida pela banda e Ken Nelson. Nelson estava familiarizado com a música da banda através de seu empresário. O empresário de Nelson deu-lhe uma cópia de um EP e um single do Coldplay, e mostrou interesse em trabalhar com eles depois de ver a banda tocar ao vivo. "Yellow" inicialmente foi gravado em cima do projeto do estúdio, basicamente um demo vindo de Liverpool Parr Street Studios. A faixa foi posteriormente mixada em Nova York.
Nelson e a banda enfrentaram problemas na produção de alguns aspectos da música. Segundo Champion, "... foi realmente difícil de gravar, porque trabalharam em cerca de cinco ou seis diferentes andamentos. Foi uma escolha difícil escolher qual andamento tocaríamos, porque às vezes parecia muito apressado, e às vezes estava arrastando muito..." A banda estava tentando conseguir o tempo certo, de acordo com Nelson, "por causa de uma batida de cada lado do andamento, nós escolhemos, não ter o mesmo vinco". Para melhorar a canção, eles gravaram esta parte ao vivo e Buckland fez um overdub com a guitarra. Eles gravaram duas ou três vezes, até que Nelson e a banda ficaram satisfeitos com o resultado. Os vocais de apoio foram gravados na sala de controle do Quadrangle.
Nelson utilizava uma fita analógica 2-polegadas para gravar a maioria das faixas do álbum. Com o processo de gravação, "Yellow" foi uma das canções que eles "não poderiam fazer em análogico". Eles gravaram versões diferentes, mas que não convenceram a banda. Então Nelson utilizou o software Pro Tools "para obter a sensação de [da faixa] apenas para a direita"; Uma vez que todos foram gravadas no computador, "Em seguida colocou-o para baixo para 2-polegadas, onde encontrei foi uma ótima maneira de fazê-lo", de acordo com Nelson.

## Composição
A canção se abre com uma parte de guitarra acústica, apoiados por uma guitarra eléctrica que se assemelham, em seguida, encaminha para a linha de guitarra. Em seguida, volta para a seção acústica. Sua instrumentação é variada, incluindo tambores, pratos, e as ocasionais chimbau e o ascendente baixo elétrico. "Yellow" apresenta falsetes de Martin, e fala as palavras quase sussurrando. Martin, depois da canção mixada, sentiu que sua voz estava "um pouco fraca e calma".
Martin explicou a canção, "'Yellow' refere-se ao humor da banda. Brilho, esperança e devoção." As referências em algumas das letras da canção, incluindo natação e desenho na linha, "são todas as inclinações metafóricas sobre a extensão de sua devoção emocional". O desenho na letra refere-se ao hábito de Martin de escrever linhas, e realçando as coisas importantes na lista. Martin, comentou que a canção é sobre a devoção, referindo-se ao seu amor infeliz (Martin foi o único na época que compôs a canção). Apesar de sua temática lírica, no entanto, a maioria das pessoas consideram "Yellow" como uma linda canção.

## Lançamento e recepção
"Yellow" e "Shiver" inicialmente seriam lançados em um EP na primavera de 2000. O primeiro foi posteriormente lançado como single no Reino Unido em 26 de Junho de 2000. O single inclui as canções "Help Is Round the Corner" e "No More Keeping My Feet on the Ground", a terceira tomada do primeiro EP da banda, Safety. Nos Estados Unidos, no entanto, foi lançado como o primeiro single do álbum. Em Outubro de 2000, a faixa foi enviado para campos de rádio alternativo dos EUA. A banda lançou um CD de edição limitada de "Trouble", o terceiro single de Parachutes, com participação de um remix de "Yellow". Foi pressionado a 1.000 exemplares, sendo emitido apenas aos fãs e jornalistas.
O single, acompanhado da sua recepção de TV através de seu videoclipe, tiveram um grande impacto nas rádios, em especial a BBC Rádio 1. A reação foi essencialmente positiva e até mesmo o recém-revitalizado BBC Radio 2 tocou a música repetitivamente. Esta rotação pesada continuou por meses após o seu lançamento, eventualmente terminou o ano de 2000 como a canção mais pedida. Também tornou-se a canção mais pedida em vários clubes Britânicos, bares e eventos esportivos; a música foi tocada de forma consistente durante os jogos em casa no clube de Campeonato Inglês Watford. Um mês após o lançamento do álbum nos Estados Unidos, através da gravadora Nettwerk, "Yellow" foi usado como tema para a promoção de outono da rede de televisão ABC. A música também foi usada como música tema da The Cancer Council Australia's para "Daffodil Day", para o reconhecimento da empresa, a cor oficial das flores foi amarela.
As críticas foram positivas para a música. Matt Diehl da revista Rolling Stone constatou que "Yellow" é "inacreditavelmente romântica", acrescentando que "a banda cria uma hipnótica de outro mundo onde as regras espíritas são supremas." "Yellow" foi eleito pela NME Carling Awards, o melhor single de 2001. Foi nomeado em 2002 no Grammy Awards nas categorias Melhor Canção de Rock e Melhor Performance de Rock por um Duo ou Grupo com Vocais. Billboard disse que "toda vez que o riff de guitarra elétrica toca, você está conectado novamente na canção." Em Agosto de 2009, a canção foi listado no #263 pela Pitchfork Media no "Top 500 canções dos anos 2000's".

### Performance
"Yellow" teve um bom desempenho na Europa, e na época era a mais popular. No Reino Unido, as vendas durante a semana fez com que o single atingisse o Top 10 nas paradas. Embora a banda supôs que "Yellow" chegasse somente no Top 20, eles teriam o seu desempenho considerado um triunfo desde o lançamento do primeiro single do álbum "Shiver", que havia alcançado apenas a posição 35ª. Desde que as vendas de "Yellow" na segunda semana foram mais fortes, eventualmente alcançou o número quatro, dando à banda seu primeiro single Top 10 no Reino Unido. A popularidade da canção em clubes Britânicos, bares e eventos esportivos, reforçaram o álbum de estreia em número um na UK Albums Chart.
"Yellow" alcançou popularidade nos Estados Unidos e foi o primeiro sucesso do Coldplay nas Américas. O single traçou em oito diferentes paradas da Billboard e também cobriu várias playlists modernas de rádios de rock, na primavera de 2000. O single efetuou como aconteceu na Europa e ajudou Parachutes a ser certificado de Ouro pela Recording Industry Association of America durante a estadia do single nas paradas. Após o aparecimento do Coldplay no Sound Relief na Austrália, na semana de gráficos a partir de 22 de Março de 2009, o single fez um retorno maciço no Australian ARIA Top 50, depois de quase oito anos desde a sua última aparição no Top 50. E reentrou na parada no número 48.

## Videoclipe

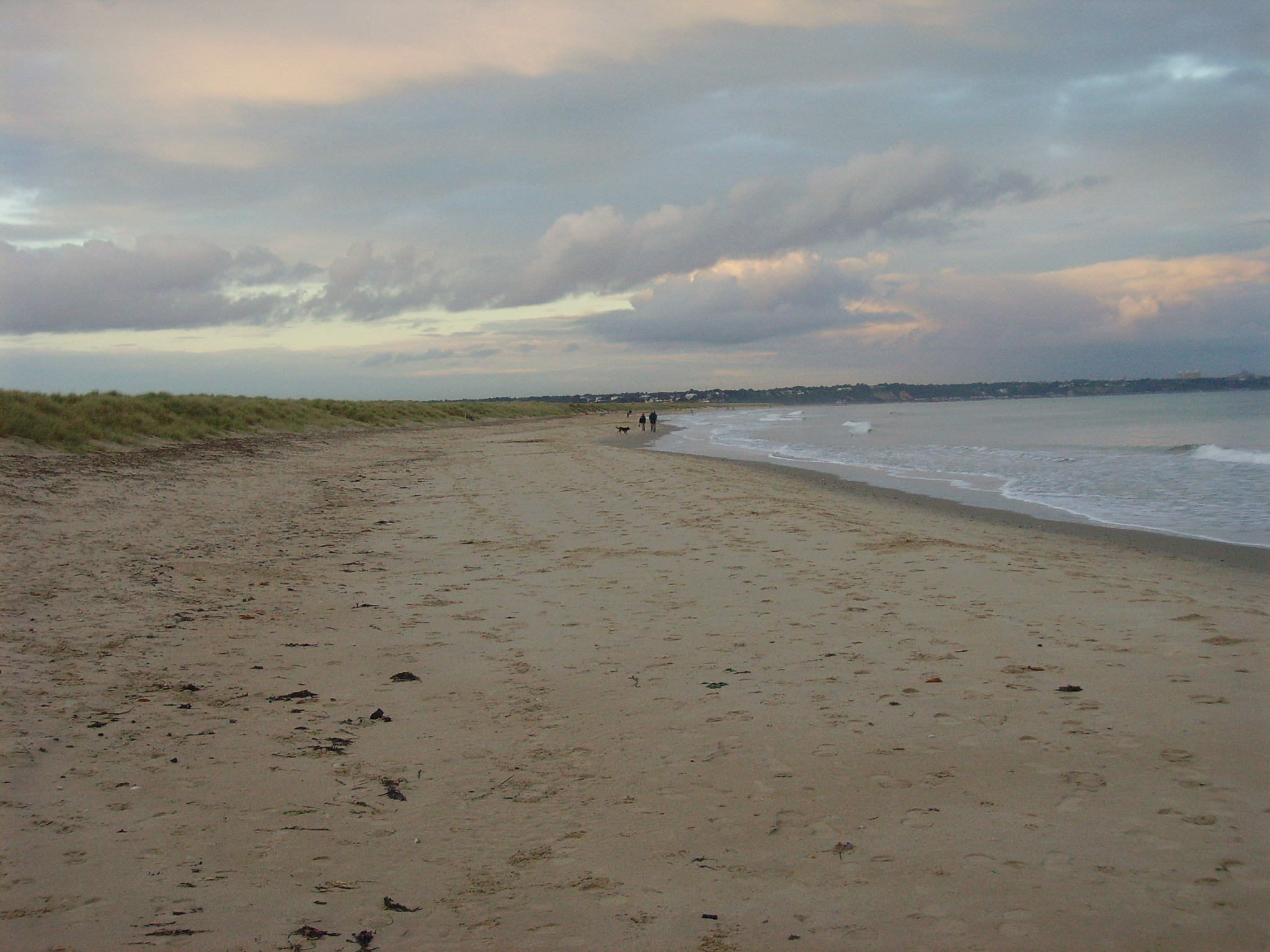
A praia de Studland Bay.

O videoclipe de "Yellow" foi filmado em Studland Bay no condado de Dorset, Sudoeste da Inglaterra. O vídeo é minimalista, com apenas Martin cantando a música enquanto caminha pela praia. Ele está vestindo uma capa de chuva com o cabelo molhado, mostrando, que havia acabado de chover. O vídeo é uma tomada contínua, sem cortes. A sequência inteira é em câmera lenta.
Ele foi concebido e produzido pela banda. Originalmente, ela havia sido destinado a toda a banda a aparecer no vídeo, em um ambiente ensolarado. No entanto, o funeral da mãe de Champion foi realizada no dia da gravação, assim foi decidido que somente Martin iria aparecer no vídeo, que também foi a explicação imediata de seu humor durante esta parte. O tempo também se opôs ao plano inicial, com ventos fortes e chuva em vez do dia ensolarado que havia sido previsto. Também havia sido previsto inicialmente que houvesse movimento de estrelas no céu, como se estivesse em um lapso de tempo. Os diretores entretanto, concordaram que as estrelas se deslocariam e desviaria o foco de Martin no vídeo.
O vídeo foi dirigido pela dupla britânica James & Alex do The Artists Company. O vídeo foi filmado em 50 quadros por segundo, o dobro de uma velocidade normal. Na filmagem, Chris Martin teve que cantar a música em dupla velocidade para que o conteúdo de áudio e visual ficasse em sincronia, uma prática comum, porém difícil para videoclipes. O produto final é retardado a 25 quadros por segundo, dando o efeito de câmera lenta do vídeo. A transição do vídeo da noite para o dia foi conseguida através de telecine. Durante a transferência do filme para fita de vídeo, um operador ajustou manualmente a quantidade de iluminação para o azul no começo, vermelho no meio, e amarelo no final do vídeo.

## Performances ao vivo

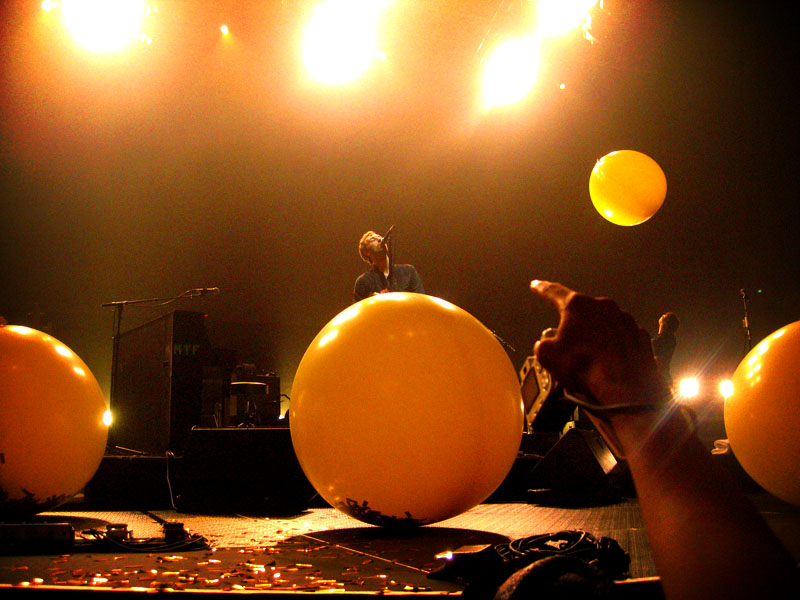
Coldplay performando "Yellow" em 2006 durante a Twisted Logic Tour com balões que caem, da mesma cor.

Coldplay performou a canção muitas vezes ao longo de sua carreira, e tem sido um favorito das audiências. A banda teve sua performance de estreia na televisão no seriado Later...with Jools Holland. Eles performaram o primeiro single de Parachutes, "Shiver" e sua nova canção, "Yellow"; mas somente a última teve um impacto imediato de audiência de estúdio. Eles também se apresentaram no Festival de Glastonbury, um dos festivais de destaque na Europa. Durante a sua segunda aparição em Julho de 2000, Coldplay cantou "Yellow" e "facilmente" capturados mais de 10.000 espectadores. A popularidade do Coldplay aumentou e "Yellow" ajudou a cultivá-lo; Martin disse que foi o seu melhor dia do ano. Quando esta música é executada nos shows, grandes balões amarelos são lançados sobre o público. A primeira aparição conhecida de balões amarelos em um concerto do Coldplay pode ser datados em 24 de Setembro de 2002, no UIC Pavilion, em Chicago, Illinois durante a canção "Yellow". Chris Martin percebeu os balões no ar com um olhar surpreso. Agora, os balões são preenchidos com confetes, e no final da canção, Chris Martin aparece com seu violão e joga confete que voa para todo o lado.

## Covers e versões
"Yellow" foi regravada por vários cantores de todo o mundo, alguns em diferentes linguagens e estilos. A versão chinesa de "Yellow" foi gravado pelo cantor rock chinês Zheng Jun em 2001, seis meses após o lançamento original do single. A cantora de Singapura Tanya Chua fez um cover da canção. A banda cover e o ato de comédia Richard Cheese e Lounge Against the Machine fez um cover da canção ao estilo Lounge presente no álbum de 2004 I'd Like a Virgin. A canção também foi performada pela Royal Philharmonic Orchestra. Os músicos americanos Petra Haden e Bill Frisell, fizeram um cover da canção que está presente no álbum Petra Haden and Bill Frisell; O cover aparece no episódio 3.08 da série The O.C.. Em 2006, Tre Lux fez um cover de "Yellow" presente no álbum de covers A Strange Gathering. O vencedor do Fame Academy Alex Parks frequentemente performou "Yellow" e o cover aparece no seu álbum de estreia. O trupe vocal Inglês G4 fez um cover da canção para o seu segundo álbum G4 & Friends, com "harmonias originais". A cantora/escritora americana Brooke White fez um cover da canção para seu álbum de 2006 Songs from the Attic. A empresária dirigiu-se a fazer um cover da banda de hard rock Aerosmith no single de 1973 "Dream On", mas ela queria fazer "Yellow". Uma vez que eles tinham ideias contraditórias e comprometidos, ela acabou por regravar as versões dos dois. Em 2009, Jem performou o cover de "Yellow" na Starbucks Entertainment's Valentines Day para a compilação Sweetheart: Our Favorite Artists Sing Their Favorite Love Songs.
A canção também tem sido regravada em performances ao vivo de vários artistas. O trio de bluegrass progressivo Nickel Creek tocou "Yellow" no meio de "The Lighthouse's Tale" em seus shows. Os músicos Joe Joyce e Oisin Tierney tem sido reconhecidos pelo cover de "Yellow" apresentado como parte de suas performances, e a banda americana The Almost muitas vezes regravaram "Yellow" em seus shows ao vivo. A banda Americana de rock alternativo Brand New frequentemente faz um cover de uma parte da música ao vivo, durante o final de sua canção "The Boy Who Blocked His Own Shot". The X Factor 2008 contestou Diana Vickers para fazer um cover da canção no "O Melhor da Semana Britânica".

## Impacto e legado
Brian Hiatt da revista Rolling Stone considerou a canção uma carreira de tomada de recorde. Roach afirmou em seu livro, Coldplay: Nobody Said It Was Easy, que, apesar de "Shiver" ter alcançado o seu primeiro single Top 40 UK, foi "Yellow" que mudou "tudo", e que "exemplifica muito o porque de Coldplay se tornar tão popular". Nos Estados Unidos, depois de que estava sendo usado para promoções pela ABC, a banda cresceu ainda mais sua popularidade e se manteve em 2001. De acordo com Barry Walters em sua resenha do segundo álbum do Coldplay, A Rush of Blood to the Head, da revista Spin a banda ainda é conhecida nos Estados Unidos pela sua "grande surpresa 'Yellow'." Na revisão da revista Billboard disse, "Depois de um single ('Yellow') e os seu álbum que o acompanha (' Parachutes ... '), Coldplay já havia se tornado o ungido herdeiro ao trono do Brit-rock." A canção já foi considerada como a faixa central do álbum.

## Faixas
| N.º | Título                                  | Duração |  |
| 1.  | "Yellow"                                | 4:29    |  |
| 2.  | "Help Is Round the Corner"              | 2:38    |  |
| 3.  | "No More Keeping My Feet on the Ground" | 4:33    |  |

## Desempenho nas paradas musicais
| País/Parada (2000-2001)                   | Melhor posição |
| ----------------------------------------- | -------------- |
| Austrália (ARIA)                          | 5              |
| Billboard Hot 100                         | 48             |
| Hot Modern Rock Tracks (Billboard)        | 6              |
| França (SNEP)                             | 96             |
| Irlanda (IRMA)                            | 9              |
| Polônia (ZPAV)                            | 14             |
| Nova Zelândia (RIANZ)                     | 23             |
| Reino Unido (The Official Charts Company) | 4              |

### Certificações
| País (Empresa) | Certificação |
| -------------- | ------------ |
| Itália (FIMI)  | Platina      |